# Darcy (série télévisée)
Pour les articles homonymes, voir Darcy.
Darcy (Darcy's Wild Life) est une série télévisée canado-américaine en 33 épisodes de 22 minutes, créée par Tim Maile et Douglas Tuber, et diffusée entre le 2 octobre 2004 et le 18 mars 2006 sur Discovery Kids aux États-Unis et sur Family au Canada.
Au Québec, la série a été diffusée entre le 28 août 2006 et le 26 août 2007 sur VRAK.TV, et en France sur Nickelodeon.

## Synopsis
Darcy Fields est une jeune fille comme les autres. Darcy habite à Hollywood. Elle est fille de Victoria, une actrice du cinéma connue. Mais un jour, Victoria décide de déménager, et de partir pour Bailey, à la campagne, en pleine nature. Darcy n'apprécie pas trop…

## Distribution

### Acteurs principaux
- Sara Paxton (VF : Pauline de Meurville) : Darcy Fields
- Natalie Radford (en) : Victoria Fields
- Andrew Chalmers (en) (VF : Natacha Gerritsen) : Jack Adams
- Kerry Michael Saxena (VF : Dimitri Rougeul) : Eli
- Shannon Collis : Lindsay Adams
- Kevin Symons (en) (VF : Guy Chapelier) : Dr Kevin Adams
- Melanie Leishman (VF : Marie-Eugénie Maréchal) : Kathi Giraldi

### Acteurs récurrents et invités
- Daniel Karasic (VF : Olivier Podesta) : Layne Haznoy
- Ashley Leggat : Brittany MacMillan
- Demetrius Joyette : Colt Brewster
- Stephanie Chantel Durelli : Kristen Doves
- Kayla Perlmutter : Chloe McKenna

 Source et légende : version française (VF) sur RS Doublage

## Épisodes

### Première saison (2004-2005)
1. Darcy's Wild Life
2. Strange Critters
3. A Chick Thing
4. Darcy's Mild Life
5. Buffalo Gals
6. Baron Von Chimpie
7. Fan_3's Company
8. Queen of the Rodeo
9. My Fair Lindsay
10. Two of Us Riding Nowhere
11. Crazy Like a Fox
12. The Trouble with Truffles
13. Passion Patties

### Deuxième saison (2005-2006)
1. Puppy Love
2. Swine Flew the Coop
3. Nature vs. Nurture
4. Pig Whisperer
5. Bear-Trapped
6. Slightly Used
7. Pet Adoption Day
8. Yes I Can… Maybe
9. Cuz in Trouble
10. Thanksgiving
11. Bird in the Hand, Pain in the Neck
12. Knockin' on Heaven's Doggie Door
13. Git Along L'il Darcy
14. Wolf in the Fold
15. Miss Directed
16. Love in the Time of Kennel Cough
17. Mystery Date
18. Trash Talk
19. You Can Go Home Again
20. Oh for the Love of…